# Rogatismo
El rogatismo fue un movimiento religioso dentro del cristianismo primitivo que se separó en el siglo IV del donatismo por el uso de la violencia en la iglesia. Mucho de lo que se conoce sobre el rogatismo proviene de los escritos de San Agustín, quien estaba tanto contra sus adherentes como contra los donatistas.
Rogatus, obispo donatista de Cartenna, en Mauritania Cesariense estableció una nueva secta, modificando las ideas donatistas, por un formato menos extremista y pacifista. Sus seguidores fueron denominados rogatistas, después de que Rogatus fuera reemplazado por Vincencio.

## Creencias
El cisma de la década de 360 surgió por el uso de la violencia en la iglesia y los rogatistas afirmaron que «nadie debe ser obligado a seguir la justicia».
Agustín respondió diciendo que él también había pensado de esa manera, pero estaba convencido de la necesidad de la coacción para el éxito de las leyes imperiales, y que Vincencio usaría la fuerza si tuviera el poder para hacerlo. Agustín trató de mostrar en las Escrituras que se podía hacer uso de la fuerza.
Agustín también escribió que los donatistas regresaron a la iglesia católica con «agradecimientos que no estarían ofreciendo voluntariamente, si no hubieran sido antes, incluso contra su voluntad, separados de esa asociación impía», argumentando una línea familiar de que la coerción era beneficiosa para el receptor.
Más tarde, Agustín escribió La naturaleza y origen del alma para abordar las enseñanzas de Vincent Victor, un discípulo rogatista de Vincencio. En 407, Vincent Victor había escrito a Agustín pidiéndole que no persiguiera a las congregaciones rogatistas.

Agustín le respondió
... ciertamente nos parece menos feroz, ya que no corre salvaje en bandas salvajes de Circunceliones, pero ningún animal salvaje se llama manso si no hiere a nadie por falta de dientes o garras. Tú dices que no quieres actuar salvajemente; yo sospecho que no puedes
También citó que los rogatistas habían solicitado una acción judicial para la devolución de sus iglesias incautadas por los donatistas, a lo que Vincent Victor respondió que solo buscaban la devolución de sus bienes y no acusar a alguien para que pudiera ser obligado a convertirse.
Sus principios clave de creencia fueron:
- un compromiso con el pacificismo absoluto
- un compromiso con la pureza sacramental y personal.[10]